# Anders Ljungberg
Anders Ljungberg (* 12. července 1947) je bývalý švédský fotbalista, záložník. 

## Fotbalová kariéra
Ve švédské lize hrál za Malmö FF, Åtvidabergs FF a Landskrona BoIS, nastoupil ve 269 ligových utkáních a dal 44 gólů. Získal čtyři mistrovské tituly s Malmö FF a sedmkrát získal švédský fotbalový pohár - pětkrát s Malmö FF a dvakrát s Åtvidabergs FF. Kariéru zakončil ve druholigových týmech Örebro SK a IFK Malmö. V Poháru mistrů evropských zemí nastoupil v 17 utkáních a dal 5 gólů, v Poháru vítězů pohárů nastoupil ve 14 utkáních a dal 1 gól, v Poháru UEFA nastoupil ve 4 utkáních a dal 1 gól a ve Veletržním poháru nastoupil ve 2 utkáních. V Interkontinentálním poháru nastoupil v 1 utkání. Za reprezentaci Švédska nastoupil v letech 1971-1977 v 9 utkáních.

## Ligová bilance
| Ročník                 | Zápasy | Góly | Klub            |
| ---------------------- | ------ | ---- | --------------- |
| 1. švédská liga 1967   | 14     | 4    | Malmö FF        |
| 1. švédská liga 1968   | 21     | 5    | Malmö FF        |
| 1. švédská liga 1969   | 20     | 6    | Åtvidabergs FF  |
| 1. švédská liga 1970   | 19     | 5    | Åtvidabergs FF  |
| 1. švédská liga 1971   | 22     | 0    | Åtvidabergs FF  |
| 1. švédská liga 1972   | 19     | 1    | Malmö FF        |
| 1. švédská liga 1973   | 12     | 2    | Malmö FF        |
| 1. švédská liga 1974   | 25     | 2    | Malmö FF        |
| 1. švédská liga 1975   | 24     | 4    | Malmö FF        |
| 1. švédská liga 1976   | 26     | 4    | Malmö FF        |
| 1. švédská liga 1977   | 13     | 3    | Malmö FF        |
| 1. švédská liga 1978   | 25     | 3    | Malmö FF        |
| 1. švédská liga 1979   | 14     | 2    | Malmö FF        |
| 1. švédská liga 1980   | 15     | 1    | Landskrona BoIS |
| 2. švédská liga 1981   | 21     | 4    | Landskrona BoIS |
| 2. švédská liga 1982   | 15     | 7    | Örebro SK       |
| 2. švédská liga 1982   | 3      | 1    | IFK Malmö       |
| CELKEM 1. švédská liga | 269    | 44   |                 |